# Мысль (журнал, 1910—1911)
«Мысль» — ежемесячный философский и общественно-экономический легальный большевистский журнал, издававшийся в Москве с декабря 1910 по апрель 1911 года. Всего вышло 4 книжки, 5-я была конфискована, и журнал закрыт полицией.  Журнал создан В. И. Лениным в противовес ликвидаторским журналам и для борьбы с ними. Официальным редактором-издателем «Мысли» был П. К. Пирожков, фактическим редактором —  Ленин, руководивший журналом из-за границы. В первых четырёх книжках журнала Ленин (под псевдонимом В. Ильин) поместил 6 статей: «Герои «оговорочки»» (№ 1), «О статистике стачек в России» (№ 1, 2), «Наши упразднители (О г. Потресове и В. Базарове)» (№ 2, 3), «По поводу юбилея» (№ 3), «О социальной структуре власти, перспективах и ликвидаторстве», «Полемические заметки» (№ 4). В журнале принимали ближайшее участие И. И. Степанов-Скворцов, В. В. Воровский, М. С. Ольминский. В «Мысли» сотрудничали, кроме большевиков, и меньшевики-партийцы: Г. В. Плеханов, Х. Л. Раппопорт и другие.
Продолжением журнала «Мысль» явился журнал «Просвещение», выходивший с декабря 1911 в Петербурге.